# ディスコ・ビスケッツ
ディスコ・ビスケッツ（The Disco Biscuits） は、アメリカ合衆国のペンシルベニア州フィラデルフィア出身のジャム・バンドである。

## 概要
90年代半ば、ペンシルベニア大学のパーティーシーンから飛び出して以来、ディスコ・ビスケッツはジャム・バンドとエレクトロニック・ミュージックの世界を繋ぎ、ジャズのインプロビゼーションとレイブ文化のサウンドトラックであるエレクトロニックのリズムを融合させた「トランス・フュージョン」のサウンドを作り出し、ジャム・バンドの中では最も成功したバンドのひとつとしてここ20年活躍している。また非常に多くのサイド・プロジェクトでも活躍している。
2001年、朝霧JAMで初来日。2009年のフジロックフェスティバルでは、最終日のフィールド・オブ・ヘブンのヘッドライナーとして登場。3時間を超える長尺のライブも大好評で迎えられる。

## メンバー
- Allen Aucoin (Dr)
- Marc Brownstein (B/Vo)
- Jon Gutwillig (G/Vo)
- Aron Magner (Kb/Vo)

## ディスコグラフィ
- Encephalous Crime (self-released, 1996)
- Uncivilized Area (1998)
- Bisco Lives (2000)
- They Missed the Perfume (2001)
- Bisco Lives 2: Freedom Boulevard (2002)
- Señor Boombox (2002)
- Trance Fusion Radio Broadcast Vol. 1-4 (2003)
- Under the Influence: A Jam Band Tribute to Lynyrd Skynyrd (2004)
- The Wind at Four to Fly (2006)
- Rocket 3 (2006)
- "On Time EP" (2009)
- "Widgets EP" (2009)
- Planet Anthem (2010)

## サイド・プロジェクト
- Electron
- Conspirator
- The Maui Project
- Sucker Punch
- Jon and the Cookie Dusters
- Moshi Moshi/Moshi Moshi Baby
- Kitty Splitter
- The Brain Damaged Eggmen
- Love Pickle
- Dr. Fameus
- Tractorbeam